# Xeropicta ledereri
Xeropicta ledereri is een slakkensoort uit de familie van de Hygromiidae. De wetenschappelijke naam van de soort is voor het eerst geldig gepubliceerd in 1856 door L. Pfeiffer.